# 1528
Năm 1528 (số La Mã: MDXXVIII) là một năm nhuận bắt đầu từ ngày thứ tư (liên kết sẽ hiển thị đầy đủ lịch) trong lịch Julius.

## Sinh
- Phùng Khắc Khoan